# 무사시코야마역
무사시코야마역(일본어: 武蔵小山駅, むさしこやまえき)은 일본 도쿄도 시나가와구에 있는 도쿄 급행 전철 메구로 선의 역이다. 역 번호는 MG03이다.

## 역 구조
섬식 승강장 2면 4선의 지하역이다. 메구로 방면 승강장에 건늠선이 존재한다.
메구로 선에서는 2006년 9월 25일부터 급행 운전을 시작했다. 이 시점에서 하룻 동안 하행선 또는 상행선으로 아침 저녁 러시아워, 각각의 시간대에 이 역에서 완급 접속을 실시하고 있었다. 낮의 상행선 열차에 대해서는 당역에서의 완급 접속이 아닌 메구로 역에서 급행열차를 추월하여 달리는 완행 메구로 행 급행이 추월하게 하였다.
스크린도어는 니시코야마 역과 마찬가지로 지상역 시절부터 운용되고 있었다.
2010년 9월 17일에 역 빌딩이 개업했다.

### 승강장
| 1 | 메구로 선 | 오오카야마 · 다마가와 · 히요시 방면 |
| 2 | 메구로 선 | 메구로・시로카네다이・시로카네타카나와 방면 난보쿠 선, 사이타마 고속철도선 직결운행 고마고메・아카바네이와부치・우라와미소노 방면 도영 지하철 미타 선 직결운행 미타・오테마치・니시타카시마다이라 방면 |

## 역 주변
- 무사시코야마 역 빌딩
- 무사시코야마 상점가
- 린시노모리 공원
- 호시 대학

## 역사
- 1923년 3월 11일: 고야마역으로 영업 개시. 섬식 승강장 1면 2선의 구조에서 화물용 플랫폼이 설치됨.
- 1924년 4월 20일: 무사시코야마역으로 개명됨.
- 1925년 11월: 철근 콘크리트 골조의 역사로 개축.
- 1937년 2월: 화물선 철거.
- 1974년 2월: 자동 개찰기 설치.
- 2000년 8월 6일: 메카마 선이 메구로 선과 도큐 다마가와 선으로 분할되어 메구로 선의 역이 됨.
- 2001년 6월 22일: 스크린도어 사용 개시.
- 2006년 7월 2일: 지하화.
- 2009년 5월: 역전 광장 완성.
- 2010년 9월 17일: 역 빌딩 개업.

## 사진

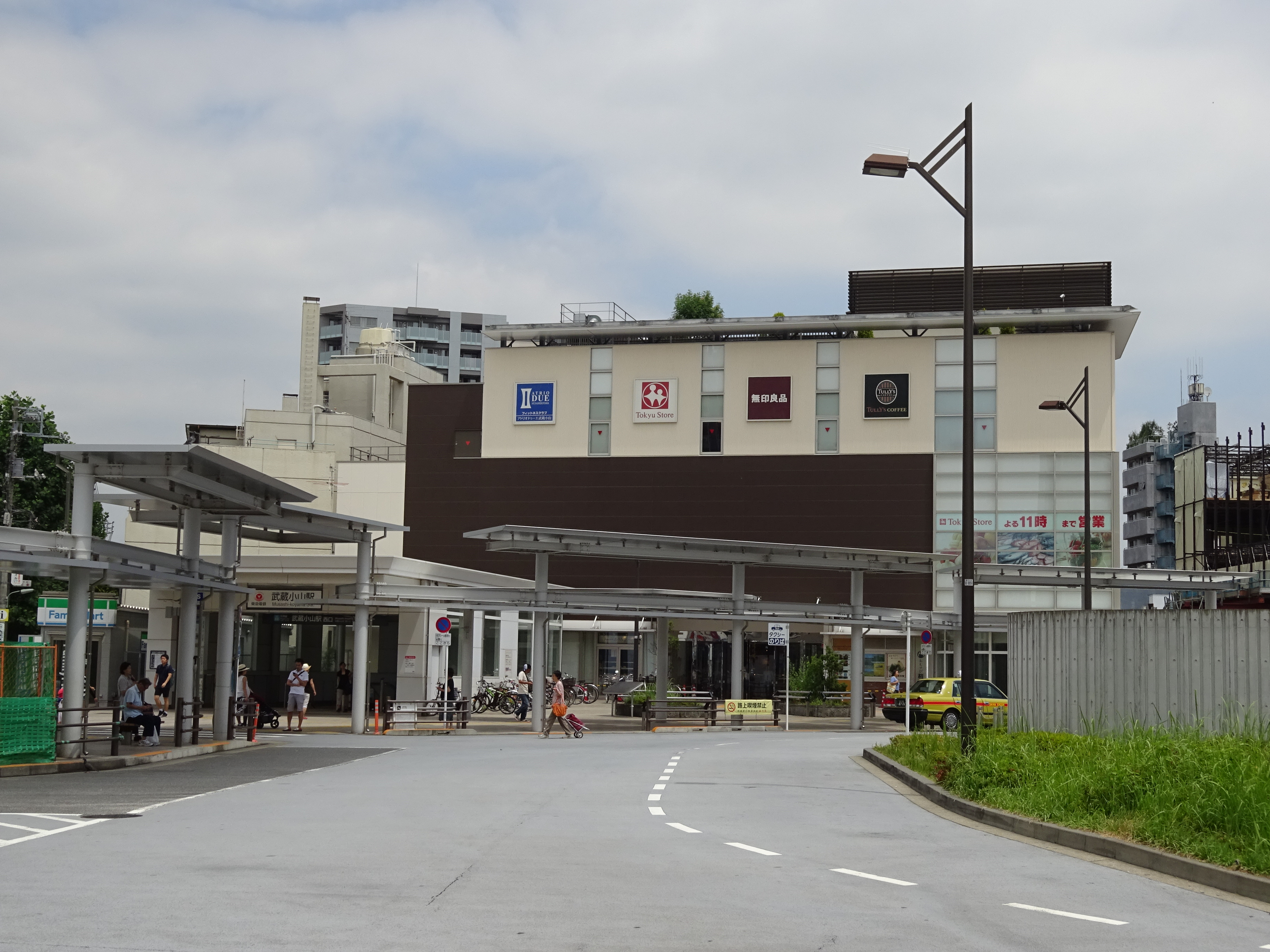
니시구치

## 인접역
| 도쿄 급행 전철 메구로 선   | 도쿄 급행 전철 메구로 선 | 도쿄 급행 전철 메구로 선     |
| -------------------------- | ------------------------ | ---------------------------- |
| MG 01 메구로 메구로 방면   | ■ 급행                   | 오오카야마 MG 06 히요시 방면 |
| MG 02 후도마에 메구로 방면 | ■ 각역정차               | 니시코야마 MG 04 히요시 방면 |